# 나이트로사민

나이트로사민기의 구조

나이트로사민(Nitrosamine) 또는 나이트로소아민(Nitrosoamine)은 작용기 R2N-N=O가 포함되어 있는 유기 화합물이다. 나이트로사민은 2차 및 3차 아민과 아질산염이 반응하여 생성되는 것으로 보고된다. 또한, 2차 아민과 아질산염이 산성조건에서 나이트로소화 반응에 의해 다양한 나이트로사민류를 형성시킨다.
다이메틸나이트로사민으로 알려진 N-나이트로소다이메틸아민은 담배에 함유되어 있다.

## 같이 보기
- 나이트로아민, R2N-NO2
- 나이트로 화합물, R-NO2
- 아질산 나트륨